# Pango
Pango is een vrije computerbibliotheek voor het weergeven van tekst. Pango kan worden gebruikt op een groot aantal platformen (backends). Pango is vrijgegeven onder de LGPL.
GTK+ 2.x gebruikt Pango voor het weergeven van alle tekst. Andere projecten die Pango gebruiken zijn Mozilla Firefox en Mozilla Thunderbird. Pango kan gebruikt worden in combinatie met Cairo, een bibliotheek voor het weergeven van vectorafbeeldingen. Andere ondersteunde technologieën zijn ATSUI en Uniscribe.
De naam Pango is afgeleid van het Griekse pan (παν, "alle") en het Japanse go (語, "taal").